# Ahmad Norouzian
Ahmad Norouzian (1983-2005) foi um jovem iraniano enforcado em novembro de 2005 na praça da cidade de Sari, acusado de violação, como noticiado em 8 de novembro de 2005.